# Colombiers (Charente-Maritime)
Colombiers ist eine französische Gemeinde mit 301 Einwohnern (Stand: 1. Januar 2022) im Département Charente-Maritime in der Region Nouvelle-Aquitaine (vor 2016 Poitou-Charentes). Sie gehört zum Arrondissement Saintes und ist Mitglied im Gemeindeverband Saintes - Grandes Rives - L’Agglo. Die Einwohner werden Colombiérois und Colombiéroises genannt.

## Geografie

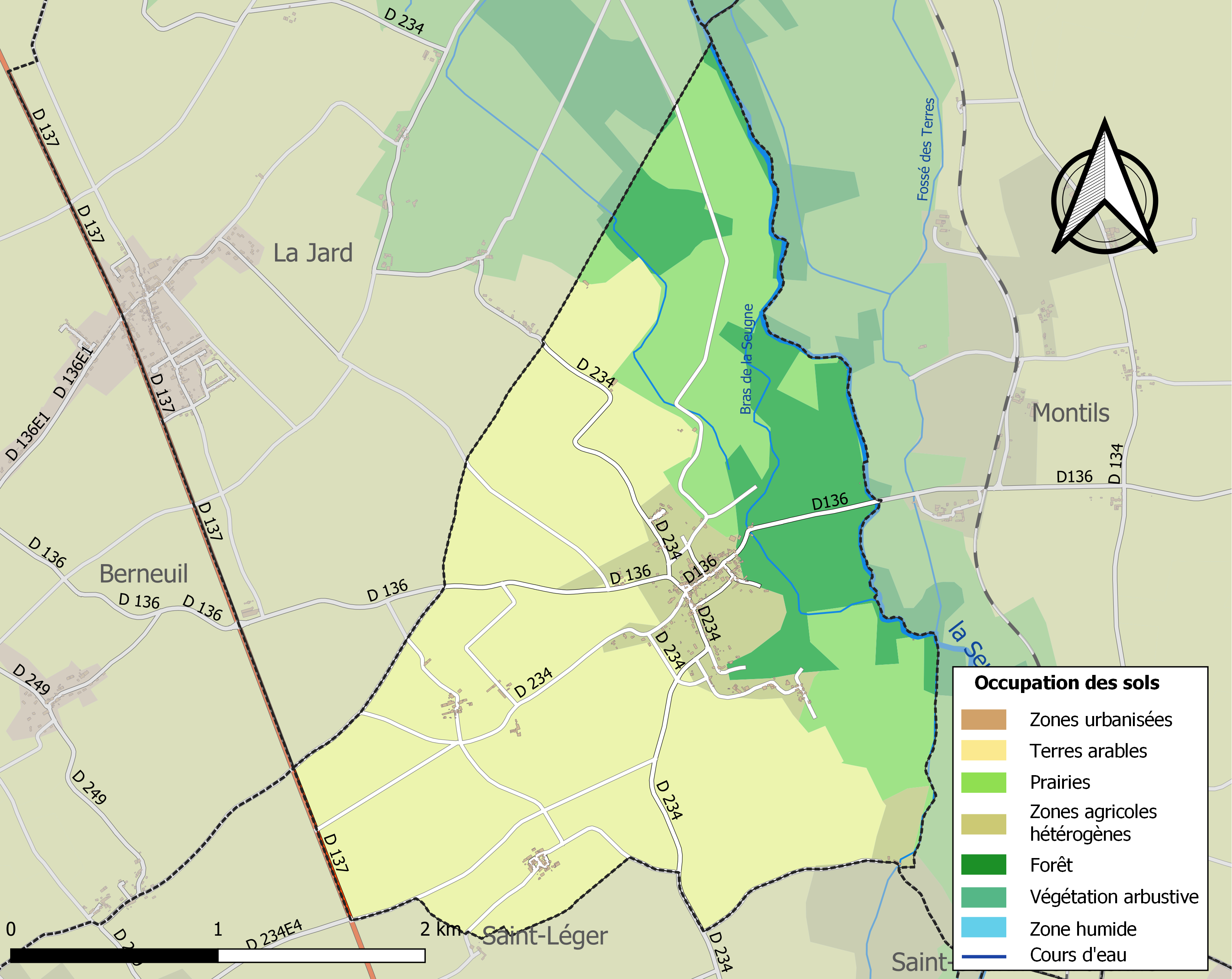
Bodennutzung, Hydrografie und Infrastruktur der Gemeinde

Colombiers liegt in der ehemaligen Provinz Saintonge am linken Ufer der Seugne, etwa 13 Kilometer südsüdöstlich von Saintes und etwa 19 Kilometer westsüdwestlich von Cognac. Das Gemeindegebiet ist Teil des Natura 2000-Schutzgebiets „Moyenne vallée de la Charente et Seugnes et Coran“ (FR5400472), des Natura 2000-Schutzgebiets „Vallée de la Charente moyenne et Seugnes“ (FR5412005) und von zwei ZNIEFF-Naturgebieten. Fast 86 % der Fläche der Gemeinde werden landwirtschaftlich genutzt, etwa 14 % sind bewaldet, vor allem entlang der Seugne.
Umgeben wird Colombiers von den Nachbargemeinden La Jard im Westen und Norden, Montils im Osten sowie Saint-Léger im Süden.

## Bevölkerungsentwicklung
| Jahr                       | 1962 | 1968 | 1975 | 1982 | 1990 | 1999 | 2006 | 2013 | 2020 |
| Einwohner                  | 283  | 216  | 222  | 218  | 217  | 254  | 318  | 324  | 305  |
| Quellen: Cassini und INSEE |      |      |      |      |      |      |      |      |      |

## Sehenswürdigkeiten
- Kirche Saint-Maclou aus dem 12. Jahrhundert, seit 1908 als Monument historique klassifiziert (siehe auch: Liste der Monuments historiques in Colombiers (Charente-Maritime))
- Kapelle Notre-Dame, von 1995 bis 1997 erbaut

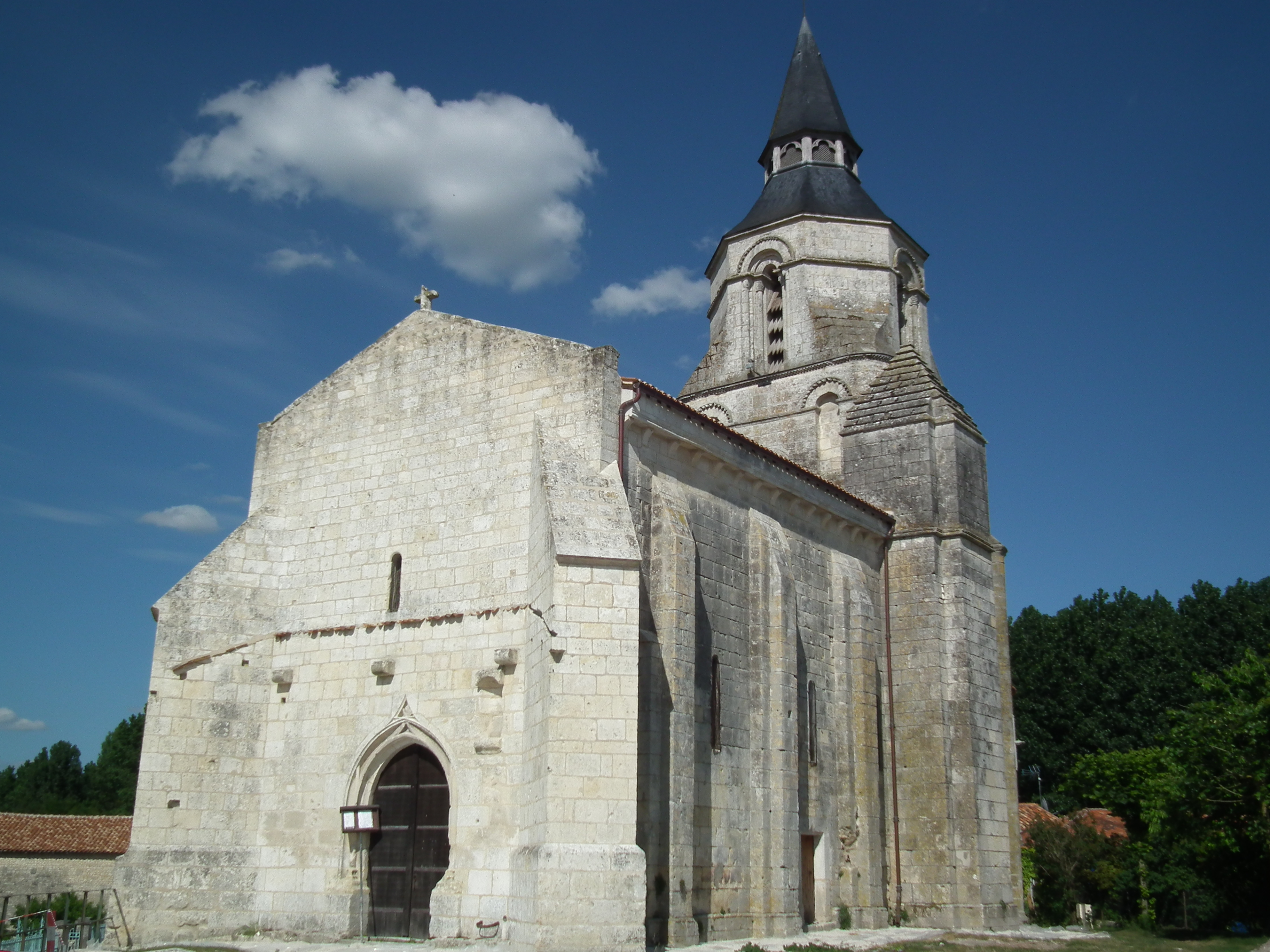
Kirche Saint-Maclou
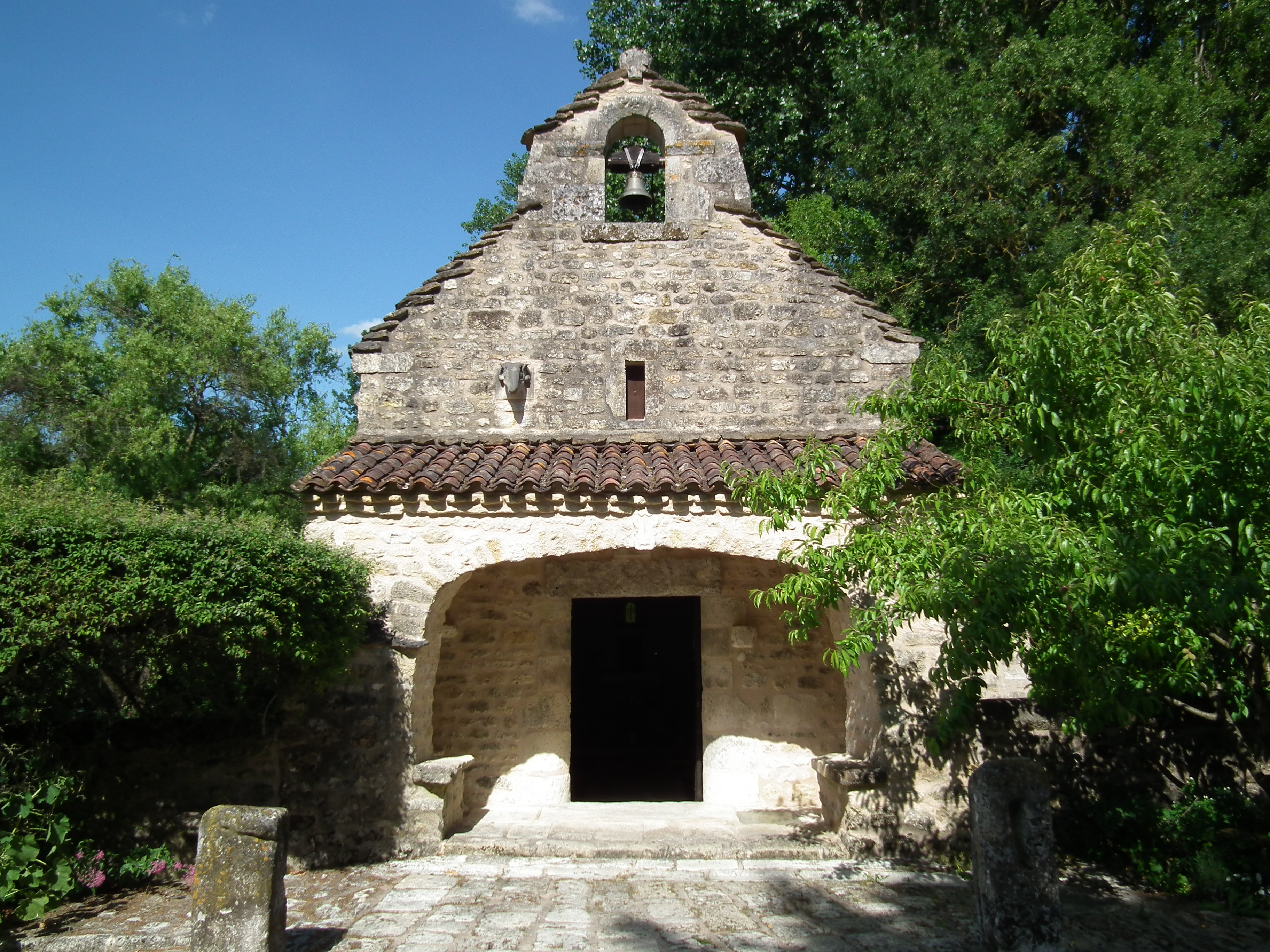
Kapelle Notre-Dame

## Verkehr
Die Departementsstraße 137, die ehemalige Route nationale 137, verläuft abschnittsweise an der Grenze zur Nachbargemeinde Saint-Léger. Die Departementsstraße 136 verbindet die Gemeinde mit Berneuil im Westen und mit Montils im Osten, die Departementsstraße  234 mit Pons im Süden.